# Leptotarsus albiplagius
Leptotarsus albiplagius är en tvåvingeart. Leptotarsus albiplagius ingår i släktet Leptotarsus och familjen storharkrankar.

## Underarter
Arten delas in i följande underarter:
- L. a. albiplagius
- L. a. obliteratus